# Ophiorrhiza havilandii
Ophiorrhiza havilandii är en måreväxtart som beskrevs av Henry Nicholas Ridley. Ophiorrhiza havilandii ingår i släktet Ophiorrhiza och familjen måreväxter. Inga underarter finns listade i Catalogue of Life.